# 城巴2號線
城巴2號線是港島的一條巴士路線，來往西灣河（嘉亨灣）及中環（港澳碼頭）。
本線是港島東區的老牌路線，更是首條服務北角至筲箕灣沿線地區的巴士路線；另外，該線雖與720兩端起訖點完全一樣，惟兩者的服務對象以及其路線定位差別極大。

## 簡介及歷史
本線是港島區歷史最悠久的巴士路線之一，前身為1929年由香港電車公司開辦，來往中環皇家碼頭及太古船塢之間的一條無編號輔助路線，用作疏導電車客量。數年後，當時的香港政府實行巴士專營權制度，中巴取得港島區的專營權。
1933年6月11日，由中巴接辦，當時總站仍設於皇家碼頭；一年後因渡輪服務重整而遷往卜公碼頭。
該線在第二次世界大戰期間停駛。
1946年6月3日，中巴開辦臨時路線往返筲箕灣及太古船塢，以接駁電車服務。而在同年7月5日，電車可通行至筲箕灣，臨時路線取消服務。
1947年3月16日，2號線重投服務，來往統一碼頭及太古船塢
1949年11月12日延長至筲箕灣。
五、六十年代港島東區不斷發展，本線的客量不斷上升，在1963年1月22日，中巴首輛雙層巴士派往行走本線，可見本線客量之高，這也是2號線的全盛時期。
1968年10月21日，中巴增設了特別快車（當時該線沒有編號，直至1970年初起該線編為2號線「特別快車」），只停少數巴士站，方便乘客以較快的速度往返中區和東區。此服務於1973年11月1日編為20號線，取道告士打道，舒緩了本線的客量，但因東區持續發展，本線的客量沒有太大動搖。
1985年5月31日地鐵港島綫通車，本線路線與地鐵平行，且速度較慢，客量開始下跌，長途客源大量流失，變成以服務短途乘客為主。
1998年9月1日，中巴專營權結束，新巴接辦本線。與其他路線一樣，本線也於2000年改以全空調巴士服務。在新巴時代，本線有一些較大型的改動。
2001年6月3日，本線延長至愛秩序灣，往中環方向改經告士打道。
2003年7月13日，往愛秩序灣方向也改經告士打道。
2006年6月24日，為配合嘉亨灣巴士總站啟用，從愛秩序灣遷往該處。另外，由於嘉亨灣位於西灣河，為免乘客誤會路線不途經筲箕灣，因此往嘉亨灣方向的電子顯示牌會以「嘉亨灣」及「筲箕灣」交替顯示。
2013年7月14日，配合18X線開辦，本線大幅削減班次。
2018年1月15日，增設實時抵站時間查詢服務。
2021年4月19日，本線再度大幅削減班次，大部分時間減至30分鐘一班。
2023年7月1日，城巴新巴專營權合併，本線改由城巴營運。

## 服務時間及班次
| 西灣河（嘉亨灣）開 | 西灣河（嘉亨灣）開 | 西灣河（嘉亨灣）開 | 中環（港澳碼頭）開 | 中環（港澳碼頭）開 | 中環（港澳碼頭）開 |
| 日期               | 服務時間           | 班次（分鐘）       | 日期               | 服務時間           | 班次（分鐘）       |
| ------------------ | ------------------ | ------------------ | ------------------ | ------------------ | ------------------ |
| 星期一至五         | 05:45-12:00        | 25                 | 星期一至五         | 06:50-08:30        | 20                 |
| 星期一至五         | 12:00-13:00        | 20                 | 星期一至五         | 08:30-21:00        | 25                 |
| 星期一至五         | 13:00-20:30        | 25                 | 星期一至五         | 21:00-01:00        | 30                 |
| 星期一至五         | 20:30-00:00        | 30                 |                    |                    |                    |
| 星期六             | 05:45-12:00        | 25                 | 星期六             | 06:50-13:30        | 25                 |
| 星期六             | 12:00-17:00        | 30                 | 星期六             | 13:30-17:00        | 30                 |
| 星期六             | 17:00-19:30        | 25                 | 星期六             | 17:00-22:00        | 25                 |
| 星期六             | 19:30-00:00        | 30                 | 星期六             | 22:00-01:00        | 30                 |
| 星期日及公眾假期   | 05:45-07:00        | 25                 | 星期日及公眾假期   | 06:50-07:30        | 20                 |
| 星期日及公眾假期   | 07:00-00:00        | 30                 | 星期日及公眾假期   | 07:00-01:00        | 30                 |

## 車費
全程：$5.2
- 太安樓往西灣河（嘉亨灣）：$4.5

| - 本線設有12歲以下小童及65歲或以上長者半價優惠。 - 65歲或以上香港居民使用「樂悠咭」，以及12歲以下合資格殘疾兒童使用「殘疾人士身份」個人八達通繳付車資，均可享有每程$2.0或半價（以較低者為準）的票價優惠；12至64歲合資格殘疾人士使用「殘疾人士身份」個人八達通（包括「樂悠咭」），以及60至64歲香港居民使用「樂悠咭」繳付車資，均可享有每程$2.0或全費（以較低者為準）的票價優惠。 - 65歲或以上長者如使用長者或一般個人八達通繳付車資，則只可享有半價優惠；12至64歲合資格殘疾人士如不使用「殘疾人士身份」個人八達通，以及60至64歲人士如不使用「樂悠咭」繳付車資，必須繳付全費。 - 乘客可以現金或八達通於上車時付款，不設找續。 - 每位成人乘客可免費攜帶最多兩名4歲以下而不佔座位的兒童乘客乘車，超額之4歲以下小童必須繳付小童車費乘車。 - 九龍巴士、城巴及龍運巴士全職員工及家屬（不包括外判職員）可免費乘搭本路線，惟必須拍職員或職員家屬八達通。 - 乘客亦可使用AlipayHK「易乘碼」、支付寶、 WeChatHK／微信支付「搭車碼」、銀聯雲閃付「乘車碼」及BOC Pay「乘車碼」、具有感應式支付功能的VISA、Mastercard及銀聯卡，以及Apple Pay、Google Pay及Samsung Pay流動支付平台繳付車資。使用此支付方式的乘客可享有中途下車之分段收費，以及與其他城巴獨營路線或聯營線城巴班次之轉乘優惠，惟不適用於與非城巴路線之轉乘優惠。使用此支付方式的乘客亦不能享有「公共交通費用補貼計劃」及「長者及合資格殘疾人士公共交通票價優惠計劃」。 |

### 八達通轉乘優惠
乘客登上本線後指定時間內以同一張八達通卡轉乘以下路線，或從以下路線登車後指定時間內以同一張八達通卡轉乘本線，次程可獲車資折扣優惠：
2←→8X，轉乘時限為90分鐘
- 2往中環 → 8X往跑馬地（上），次程可獲$2.5折扣優惠
- 8X往小西灣 → 2往西灣河，次程車資全免

2往西灣河 → 23往北角碼頭，次程車資全免，轉乘時限為90分鐘
2往中環 → 38或42/42C往南區，次程可獲$1折扣優惠，轉乘時限為90分鐘
2←→81，轉乘時限為90分鐘
- 2往西灣河 → 81往勵德邨，次程可獲$3.6折扣優惠
- 81往興華邨 → 2往中環，次程可獲$4.1折扣優惠

2←→608
- 2任何方向→ 608往九龍城，回贈首程車資，轉乘時限為90分鐘
- 608往筲箕灣 →  2任何方向，次程車資全免，轉乘時限為120分鐘

2←→933、976、986、989，次程可獲$3折扣優惠，轉乘時限為120分鐘
- 2往中環 → 933、976、986、989往新界
- 2往西灣河 → 933、976、986往新界
- 933、976、986、989往西灣河 → 2往西灣河
- 986往西灣河 → 2往中環

2←→694，次程可獲$1.5折扣優惠，轉乘時限為150分鐘
- 2往西灣河 → 694往將軍澳
- 694往小西灣 → 2往中環

2←→A12
- 2往中環 → A12往機場，回贈首程車資，轉乘時限為90分鐘
- A12往小西灣 → 2往西灣河，次程車資全免，轉乘時限為120分鐘

## 使用車輛
在1950年代，香港島區交通不及現時發達，本線成為港島東區的皇牌路線之一，客量相當龐大，當年的用車主要是「白水箱」和佳牌阿拉伯型巴士，而佳牌阿拉伯型巴士更加包括了長車身巴士和後置前軸式巴士，這些都是當時全香港少有的。隨著東區不斷發展，原有單層巴士已無法應付需求，1963年1月22日中巴便派出港島區首輛丹尼士Loline型雙層巴士行走本線，後來更大量引入佳牌阿拉伯五型雙層巴士行走。1972年，香港首輛後置引擎雙層巴士丹拿珍寶（AX6001，編號RLX1，後改為SF1）獲派本線服務；其後，丹拿珍寶巴士在1970年代起更成為主力車隊，這是本路線的黃金時代。直至新巴接辦本線後，才首次派出空調巴士行走，而該線亦因應1983年上半年動工的地鐵港島綫（第二期）工程於1986年上半年通車而引致載客量大跌。
現時，本線主要採用Enviro400 Euro V（38XX）及Enviro 500／MMC（40XX、5500-5719、61XX），猛獅A95（6090）亦間中行走此路線，而且用車大多亦不太講究長度，因此各種長度的同款巴士亦有可能出現在本線。

## 行車路線
西灣河（嘉亨灣）開經：太安街、愛勤道、愛賢街、愛秩序灣道、東喜道、南安街、筲箕灣巴士總站、南安里、筲箕灣道、英皇道、康山道、英皇道、銅鑼灣道、大坑道天橋、告士打道、內告士打道、告士打道、夏愨道、紅棉路支路、金鐘道、德輔道中、禧利街、干諾道中及港澳碼頭通道。
中環（港澳碼頭）開經：港澳碼頭通道、干諾道中、民光街、民耀街、港景街、中環（交易廣場）巴士總站、干諾道中、夏愨道、紅棉路支路、金鐘道、軒尼詩道、分域街、駱克道、軍器廠街、天橋、告士打道、維園道、天橋、告士打道、高士威道、英皇道、筲箕灣道、愛秩序街、南安街、筲箕灣巴士總站、寶文街、望隆街、愛秩序灣道、愛賢街、愛勤道、太安街及太康街。

### 沿線車站

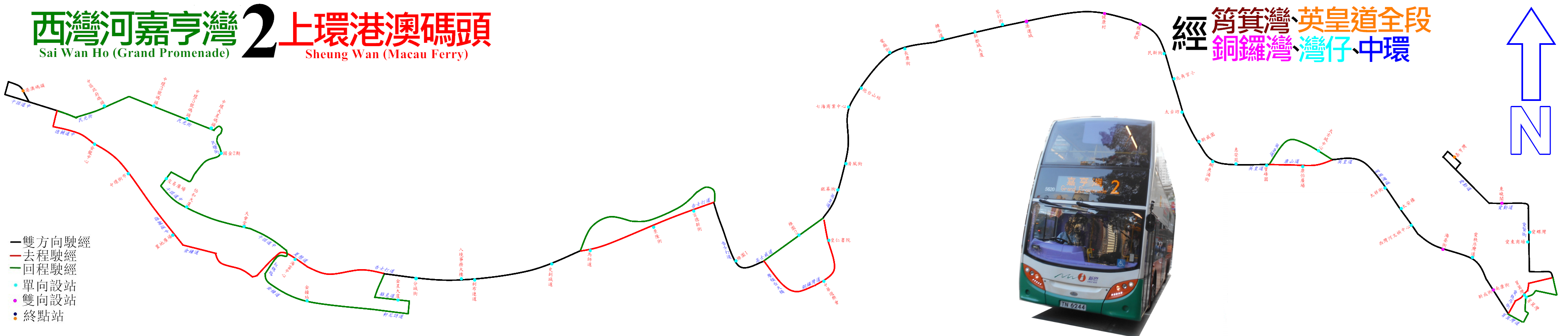
此線的走線圖

| 西灣河（嘉亨灣）開 | 西灣河（嘉亨灣）開 | 西灣河（嘉亨灣）開             | 中環（港澳碼頭）開 | 中環（港澳碼頭）開 | 中環（港澳碼頭）開             |
| 序號               | 車站名稱           | 位置                           | 序號               | 車站名稱           | 位置                           |
| ------------------ | ------------------ | ------------------------------ | ------------------ | ------------------ | ------------------------------ |
| 1                  | 西灣河（嘉亨灣）   | 西灣河（嘉亨灣）公共運輸交匯處 | 1                  | 中環（港澳碼頭）   | 中環（港澳碼頭）巴士總站       |
| 2                  | 東旭苑東曉閣       | 愛勤道                         | 2                  | 中區政府碼頭       | 民光街                         |
| 3                  | 愛蝶灣             | 愛賢街                         | 3                  | 中環3號碼頭        | 民光街                         |
| 4                  | 筲箕灣             | 筲箕灣巴士總站                 | 4                  | 中環5號碼頭        | 民光街                         |
| 5                  | 新成街             | 筲箕灣道                       | 5                  | 中環天星碼頭       | 民光街                         |
| 6                  | 海晏街             | 筲箕灣道                       | 6                  | 國際金融中心二期   | 民耀街                         |
| 7                  | 西灣河文娛中心     | 筲箕灣道                       | 7                  | 中環（交易廣場）   | 中環（交易廣場）巴士總站       |
| 8                  | 太祥街             | 筲箕灣道                       | 8                  | 怡和大廈           | 干諾道中                       |
| 9                  | 康怡廣場           | 康山道                         | 9                  | 大會堂             | 干諾道中                       |
| 10                 | 寶峰園             | 英皇道                         | 10                 | 金鐘站             | 金鐘道                         |
| 11                 | 鰂魚涌街           | 英皇道                         | 11                 | 金星大廈           | 駱克道                         |
| 12                 | 太古坊             | 英皇道                         | 12                 | 入境事務大樓       | 告士打道                       |
| 13                 | 民新街             | 英皇道                         | 13                 | 維多利亞公園       | 告士打道                       |
| 14                 | 模範邨             | 英皇道                         | 14                 | 維多利亞公園       | 高士威道                       |
| 15                 | 健康村             | 英皇道                         | 15                 | 銀幕街             | 英皇道                         |
| 16                 | 港運城             | 英皇道                         | 16                 | 七海商業中心       | 英皇道                         |
| 17                 | 新都城大廈         | 英皇道                         | 17                 | 電廠街             | 英皇道                         |
| 18                 | 長康街             | 英皇道                         | 18                 | 糖水道             | 英皇道                         |
| 19                 | 炮台山站           | 英皇道                         | 19                 | 琴行街             | 英皇道                         |
| 20                 | 清風街             | 英皇道                         | 20                 | 港運城             | 英皇道                         |
| 21                 | 皇仁書院           | 銅鑼灣道                       | 21                 | 健康村             | 英皇道                         |
| 22                 | 中華游樂會         | 銅鑼灣道                       | 22                 | 模範邨             | 英皇道                         |
| 23                 | 百德新街           | 告士打道                       | 23                 | 北角官立小學       | 英皇道                         |
| 24                 | 景隆街             | 告士打道                       | 24                 | 新威園             | 英皇道                         |
| 25                 | 馬師道             | 告士打道                       | 25                 | 惠安苑             | 英皇道                         |
| 26                 | 杜老誌道           | 告士打道                       | 26                 | 太古城中心         | 英皇道                         |
| 27                 | 柯布連道           | 告士打道                       | 27                 | 太安樓             | 筲箕灣道                       |
| 28                 | 分域街             | 告士打道                       | 28                 | 海晏街             | 筲箕灣道                       |
| 29                 | 海富中心           | 夏慤道                         | 29                 | 愛秩序灣道         | 筲箕灣道                       |
| 30                 | 置地廣場           | 德輔道中                       | 30                 | 南康街             | 筲箕灣道                       |
| 31                 | 中環街市           | 德輔道中                       | 31                 | 筲箕灣             | 筲箕灣巴士總站                 |
| 32                 | 金龍中心           | 德輔道中                       | 32                 | 愛東商場           | 愛賢街                         |
| 33                 | 中環（港澳碼頭）   | 中環（港澳碼頭）巴士總站       | 33                 | 東旭苑東曉閣       | 愛勤道                         |
|                    |                    |                                | 34                 | 西灣河（嘉亨灣）   | 西灣河（嘉亨灣）公共運輸交匯處 |

## 外部連結
- 城巴2號線 城巴/新巴官方網站 （页面存档备份，存于）
- 城巴2號線路線圖 （页面存档备份，存于）
- 城巴2號線詳細時間表 （页面存档备份，存于）